# Alì Babà (film 1996)
Alì Babà è un film d'animazione del 1996 diretto da Zlata Potancokova Belli. Prodotto in Italia nel 1995 dalla Airone Cinematografica, il film adatta liberamente la fiaba Alì Babà e i quaranta ladroni. È stato distribuito in DVD col titolo Alì Baba - Apriti, sesamo!. Vinse il premio come miglior film d'animazione al Festival del cinema di Salerno.

## Trama
Alì Babà è il giovane figlio di un mercante finito schiavo del Re di Siviglia. La sua famiglia è caduta in miseria ed egli cerca di aiutare la sorella Morgantina, il fratello Tahieb e la governante inglese facendo il taglialegna. Un giorno, vedendo passare davanti a sé Alia, la bella figlia del Sultano, si dice certo di riuscire a sposarla e di diventare più ricco del padre di lei. Ma intanto la giornata di lavoro non ha dato alcun frutto e Alì porta a casa la legna invenduta. La governante ha l'idea di condurre i ragazzi all'osteria del prozio Kasim, che tuttavia non vuole aiutarli. Il giorno successivo Alì riparte per i boschi. Una banda di ladroni assale e depreda il Conte di Todi e il suo scudiero. Alì vede i ladri entrare in una caverna chiusa da una roccia, che si scosta dopo aver pronunciato la formula magica: "Apriti, sesamo!". Quando i furfanti si allontanano, Alì entra nella caverna e riempie il suo cappello di monete d'oro. A casa la famiglia lo accoglie festosa; finalmente la miseria è finita. Per poter trasportare una maggior quantità di monete, Alì chiede in prestito due otri allo zio oste e torna quindi alla caverna. La moglie dell'oste, insospettita, ha posto della pece sul fondo dei contenitori e, quando Alì li restituisce, gli zii scoprono l'uso che ne è stato fatto. Lo zio segue di nascosto Alì e vede come entra nella caverna. Quando il nipote si allontana, egli vi si intrufola, e alla vista del tesoro comincia a farneticare.
Il tenore di vita a casa di Alì è molto cambiato e può destare sospetti. La governante suggerisce di ricoprire le monete che sono state riposte negli otri con una certa quantità di miele che, attirando le formiche, costituisce una difesa contro i malintenzionati. La zia Fatima, non vedendo tornare il marito, chiede aiuto alla famiglia di Alì. Il ragazzo, tornando alla grotta, scopre casualmente il corpo morto dello zio avvolto in un tappeto e lo porta via con sé. Quando giunge a casa, in gran segreto si decide di fargli confezionare un abito dal sarto e di seppellirlo. I ladroni arrivano alla grotta e, poiché non ritrovano il cadavere dell'uomo, capiscono che il loro segreto è ormai noto ad altri. Il capo dei briganti, Sadam, chiede suggerimenti prima al farmacista e poi all'astrologo. Il dilemma è dove sia finito il morto. L'astrologo indirizza i ladroni dal sarto. Questi dice di essere stato bendato e trasportato in un posto segreto per prendere le misure di un cliente. Egli può condurre il capo dei briganti in quel luogo solo se viene bendato come la prima volta. La strana situazione che si profila nelle strade del paese porta all'arresto di Sadam e del sarto che, vengono poi liberati grazie alla parlantina del brigante.
Sadam è nuovamente a casa del sarto quando la governante inglese e Morgantina, la sorella di Alì, arrivano nel laboratorio per prenotare dei vestiti. Lasciano come anticipo una moneta d'oro che Sadam riconosce come sua. Intanto Alì si reca alla grotta e recupera un grosso diamante da portare in dono al sultano per chiedere la mano della figlia. Uscendo, egli blocca il macigno posto all'ingresso con dei bastoni e quando Sadam arriva alla caverna la formula magica non ottiene più alcun risultato. Giunto a corte, Alì chiede la mano della ragazza e si prepara quindi la festa di fidanzamento. I ladroni hanno ormai individuato Alì e la sua casa. Cercano di recuperare gli otri pieni di monete, ma le formiche li mettono in fuga. Mentre la festa è in corso, si nascondono allora negli otri del vino, che vengono portati per il banchetto. La governante, invece di mescere il vino, decide di sigillare gli otri per spedirli in Spagna insieme al fratello di Alì, che va a pagare il riscatto per liberare il padre. Alì, divenuto così ricco e senza più nemici, può vivere felice con la sua Alia.

## Distribuzione
Il film è stato proiettato per la prima volta il 26 luglio 1996 in Italia, distribuito della Airone Cinematografica. È stato inoltre distribuito in Portogallo con il titolo di Ali Baba e o burro falante il 2 luglio 1999.
Il film è stato distribuito in DVD il 16 settembre 2004 dalla Avo Film Edizioni col titolo Alì Baba - Apriti, sesamo!.

## Accoglienza
Paolo Mereghetti recensì negativamente il film, lamentandone la contaminazione "con humour demenziale e paradossi cronologici" e considerandolo un risultato "di ben scarso interesse, anche se l'animazione non è delle peggiori".
Al botteghino il film si rivelò un colossale flop: a fronte di un finanziamento di 818.067€, ne incassò appena 22.000€.

## Sequel
Nel 1997 uscì nei cinema il sequel del film, Alì Babà e i pirati. Sarebbero poi dovuti seguire una serie TV intitolata Le avventure di Alì Babà e un terzo film dal titolo Alì Babà & Company, che però non furono mai realizzati.